# NGC 3301
NGC 3301 (również NGC 3760, PGC 31497 lub UGC 5767) – galaktyka spiralna z poprzeczką (SB0-a), znajdująca się w gwiazdozbiorze Lwa.
Odkrył ją William Herschel 12 marca 1784 roku. 21 lutego 1863 roku zaobserwował ją Heinrich Louis d’Arrest, obliczył jednak jej pozycję z błędem rektascensji wielkości dokładnie jednej godziny, w wyniku czego uznał, że odkrył nowy obiekt. John Dreyer skatalogował obserwację Herschela jako NGC 3301, a obserwację d’Arresta z błędną pozycją jako NGC 3760.